# 岩岡村
岩岡村（いわおかむら）は、兵庫県明石郡にあった村。現在の神戸市西区岩岡町各町と福吉台・上新地・竜が岡・大沢にあたる。

## 地理
- 河川：瀬戸川、清水川

## 歴史
- 1889年（明治22年）4月1日 - 町村制の施行により、岩岡村・古郷村・野中下村および印路村・西脇村の各一部の区域をもって発足。
- 1947年（昭和22年）3月1日 - 神戸市（垂水区）に編入。同日岩岡村廃止。
- 1982年（昭和57年）8月1日 - 分割により、旧村域が西区の一部となる。

## 経済

### 産業
- 農業

『大日本篤農家名鑑』によれば、岩岡村の篤農家は「木下虎彦」のみである。

## 交通

### 道路
現在は旧村域を第二神明道路が通過するが、当時は未開通。